# Emilia Buitimea Yocupicio
Emilia Buitimea Yocupicio (1982 en Huatabampo, Sonora, México)  es una cronista mexicana, escritora en lengua mayo y licenciada en administración de empresas turísticas.

## Estudios
Es egresada del Instituto Tecnológico Superior de Cajeme de los años 2002 a 2006, donde obtuvo su licenciatura en administración. Actualmente se desempeña como profesora, tallerista y promotora cultural en la Comisión Estatal para el Desarrollo de los Pueblos Indígenas de Sonora.

## Trayectoria

### Cuentos
Uno de los grandes retos que Emilia ha afrontado es el estado de su lengua madre, el mayo, en los jóvenes que son educados en español y prefieren aprender inglés.
Para esto se ha dedicado a traducir textos del mayo al español que lleguen al nivel de los cuentos en español pero también contengan la identidad indígena y con esto poder dar a conocer sus tradiciones, ideas y relación con la naturaleza.
Además de esto también ha escrito cuentos originales de los cuales ‘Camila y el abuelo’ (2005) fue galardonado con una mención honorífica en el Certamen Literario de Cajeme Jiosiata Nook.

### Poesía
Emilia también ha trabajado en el área de la poesía en la que también ha escrito poemas en mayo. Además estuvo involucrada en la repartición de 11 Cartografías Poéticas en el sistema de transporte colectivo de la Ciudad de México que contenían poemas en la lengua indígena.

## Obras literarias
- Jiósiata Nooki / Camila y el abuelo (2005)
- La fuga de los calcetines (2008)
- Yukku Kóonti / La procesión para pedir lluvia (2009)
- Bette Tenkutaiteyo / El principio de una pesadilla (2014)
- In Joaw, In wáateme, In ujyóoli jióxterim / Mis recuerdos, mi tierra, mi poesía (video-poemario) (2017)
- Ili Jammut Jittoleera / La Mujercita Curandera (2020)

## Reconocimientos
En 2005, fue reconocida en el Certamen Literario de Cajeme Jiosiata Nook, llevado a cabo en Ciudad Obregón, Sonora con su cuento Camila y el abuelo. A partir del 2007 ha recibido varias becas y apoyos del Fondo Nacional para la Cultura y las Artes (FONCA), para apoyar a la creación y al desarrollo artístico de las letras en lengua indígena. En el marco de la Feria del Libro de Hermosillo 2021, Emilia Buitimea Yocupicio se convirtió en la primera mujer de ascendencia indígena en ser reconocida con el Premio del Libro Sonorense 2021 por sus aportaciones y trabajos literarios, así como promotora cultural e impulsora del desarrollo de las entidades indígenas de Sonora.

## Activismo
Emilia busca visibilizar la situación de las entidades indígenas y preservar la expresión artística y costumbres por medio de obras literarias en su lengua.  El principio de una pesadilla cuenta la historia de cuatro yoremes mayos que cometieron asesinatos en un pueblo de Huatabampo, Sonora. Ella, al ser originaria de dicho pueblo, rescató esta historia, la cual es un tema difícil para los habitantes de Bacapaco. Este cuento visibiliza las condiciones de vida que tenían en los años 50 tratando temas como la pobreza, homosexualidad, machismo, entre otros. Este trabajó lo realizó con el apoyo del programa Jóvenes Creadores del Fondo Nacional para la Cultura y las Artes (Fonca). La escritora busca distribuir sus obras en escuelas de la comunidad para fomentar la lectura y mantener la educación de los niños actualizada